# Hokkaido (Japan)

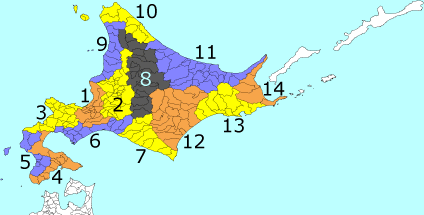
De subprefecturen van Hokkaido :
1. Ishikari, 2. Sorachi, 3. Shiribeshi, 4. Oshima, 5. Hiyama, 6. Iburi, 7. Hidaka, 8. Kamikawa, 9. Rumoi, 10. Soya, 11. Abashiri, 12. Tokachi, 13. Kushiro, 14. Nemuro

Hokkaido (Japans: 北海道, Hokkai-dō) is het  noordelijkste van de vier grote eilanden van Japan. De hoofdstad van Hokkaido is Sapporo. De naam Hokkaido betekent letterlijk 'noordelijke (北) zee- (海) weg/route (道)'. Bestuurlijk is Hokkaido zowel een prefectuur als een regio. De prefectuur Hokkaido heeft een oppervlakte van 83.456,38 km² en had eind 2007 een bevolking van 5.598.776 inwoners. Hokkaido is daarmee de grootste prefectuur qua oppervlakte en de zevende qua inwoneraantal.
Het op een na grootste eiland van de prefectuur is (volgens de Japanners) Etorofu met 3185,65 km². Het meest noordelijke puntje van Japan bevindt zich op dit eiland. Het wordt bezet door de Russen vanwege een conflict over het eigendom van dit eiland. De Europese Unie drong bij Rusland tevergeefs aan op teruggave van het bezette gebied in 2005. Het gebied dat door de Japanners bij Hokkaido wordt gerekend, maar onder Russisch bestuur staat, is roze gekleurd op de kaart.
Een kleine groep van de bewoners van Hokkaido behoort tot de Ainu, de oorspronkelijke bewoners van Japan.  Bij de Ainu heet het eiland Aynu Mosir (アィヌ・モシㇼ wat betekent Land van de mensen). 

## Geografie
Hokkaido is het op een na grootste eiland van Japan (ter vergelijking: ongeveer de grootte van Oostenrijk) en ligt ten noorden van het grootste Japanse eiland Honshu. Beide eilanden zijn met elkaar verbonden door middel van de Seikantunnel.
Ten westen van het eiland ligt de Japanse Zee, ten noordoosten de Zee van Ochotsk en ten zuidwesten de Grote Oceaan. Ten noorden van het eiland ligt de Straat La Pérouse die de Japanse Zee verbindt met de Zee van Ochotsk en het eiland afscheidt van het noordelijker gelegen eiland Sachalin. Door de zeestraat stroomt de Soyastroom die wordt gevoed door de Tsushimastroom.
In 1926 vonden 144 mensen de dood in twee dorpen langs de rivieren Furano en Biei (subprefectuur Kamikawa) doordat ze getroffen werden door een lahar als gevolg van een vulkanische eruptie van de vulkaan Tokachi.

Op 26 september 2003 werd Hokkaido getroffen door een aardbeving met een kracht van 8,0 op de schaal van Richter, gevolgd door een naschok en enkele uren later een nieuwe aardbeving, ditmaal met een kracht van 7,0 op de schaal van Richter. Het epicentrum lag circa tachtig kilometer oostelijk van de oostkust van Hokkaido. Enige honderden mensen raakten gewond. Er viel één dode.
Op 15 november 2006 werd Hokkaido opnieuw getroffen door een aardbeving, nu met een kracht van 8,1 op de schaal van Richter. Het epicentrum lag op 390 km ten oosten van Itoeroep (Etorofu), een van de Koerilen-eilanden. De aardbeving werd gevolgd door een kleine tsunami die insloeg in de haven van Nemuro.

## Klimaat
Doordat het eiland net ten oosten naast het Euro-Aziatische continent ligt, heeft het, ondanks de ligging in de oceaan, een continentaal klimaat, met warme zomers en koude winters. Vooral in het westen valt er in de winter veel sneeuw. Die wordt veroorzaakt door ijskoude landlucht afkomstig uit Azië die over het relatief warme oceaanwater stroomt, daardoor vochtig en onstabiel wordt en door de bergen op het eiland gedwongen wordt te stijgen (stuwingsneerslag).

## Geschiedenis
Volgens archeologen werd Hokkaidō voor het eerst bewoond 20.000 jaar geleden door de Ainu, Nivchen en de Oroken. De Nihonshoki maakt de eerste vermelding van Hokkaidō. Volgens deze tekst viel de gouverneur van de provincie Koshi, Abe no Hirafu, met een groot leger de noordelijke gebieden aan in 658 tot 660. Hij kwam in contact met de Mishihase en Emishi. Een van de plaatsen waar Hirafu kwam, was Watarishima (渡島) wat misschien het huidige Hokkaidō zou kunnen zijn. Men vermoedt, maar het is geenszins zeker, dat de Emishi de voorouders zijn van de huidige Ainu.
Tijdens de Nara-periode en de Heian-periode dreven de volkeren van Hokkaidō handel met de provincie Dewa, een buitenpost van de Japanse centrale overheid. Tijdens de Japanse middeleeuwen begon men de volkeren van Hokkaidō Ezo te noemen. Het gebied van Hokkaidō kreeg de naam Ezochi (蝦夷地) of Ezogashima. De Ezo bedreven voornamelijk de jacht en de visvangst en dreven handel met de Japanners voor rijst en ijzer.
Tijdens de Muromachi-periode richtten de Japanners een nederzetting op in het zuiden van het schiereiland Oshima. Doordat steeds meer mensen naar deze nederzetting trokken ontstonden er geschillen tussen de Japanners en de Ainu. Deze geschillen leidden uiteindelijk tot een opstand. Takeda Nobuhiro doodde de leider van de Ainu, Koshamain, en hij onderdrukte de opstand. De afstammelingen van Nobuhiro werden de heersters van de Matsumae-han. Zij heersten over het zuiden van Ezochi tot aan het einde van de Edo-periode.
De economie van de Matsumae-han was volledig afhankelijk van de handel met de Ainu. De Matsumae-clan kreeg exclusief de rechten op de handel met de Ainu tijdens de Azuchi-Momoyama-periode en de Edo-periode. Tijdens de Meiji-restauratie besefte het Tokugawa-shogunaat dat het noorden een belangrijk gebied was in het geval van een mogelijke invasie van het Keizerrijk Rusland. Daarom nam het shogunaat de controle over het grootste deel van Ezochi. De directe heerschappij van het shogunaat verbeterde de situatie van de Ainu gedeeltelijk.
Hokkaidō stond bekend als Ezochi tot aan de Meiji-restauratie. Net na de Boshin-oorlog in 1868, riep een groep van Tokugawa-loyalisten onder leiding van Enomoto Takeaki de onafhankelijkheid van het eiland uit onder de naam Republiek Ezo. Deze opstand werd onderdrukt in mei 1869. Ezochi werd vervolgens onder de bevoegdheid van de prefecturale overheid van Hakodate-fu (箱館府) geplaatst. De Meiji-regering richtte vervolgens een Commissie ter ontwikkeling van Hokkaidō (開拓使) op. De naam van het gebied werd toen gewijzigd van Ezochi naar Hokkaidō (北海道).
Het doel van deze commissie was om Hokkaidō zodanig te ontwikkelen om de Russen te beletten om hun invloed uit te breiden over het eiland vanuit Vladivostok. Kuroda Kiyotaka stond aan het hoofd van deze commissie. Zijn eerste project was een reis naar de Verenigde Staten om Horace Capron, de verantwoordelijke voor het landbouwbeleid van president Grant, aan te werven. Van 1871 tot 1873 probeerde Capron westerse landbouw- en mijnbouwtechnieken toe te passen in Hokkaidō. Wegens de verschillende tegenwerkingen verliet Capron Japan in 1875. In 1876 werd hij vervangen door William S. Clark. Hij richtte een landbouwuniversiteit op in Sapporo. Tijdens deze periode groeide de bevolking van Hokkaidō van 58.000 tot 240.000.
In 1882 werd de Commissie ter ontwikkeling van Hokkaidō afgeschaft. Hokkaidō werd onderverdeeld in drie prefecturen, Hakodate (函館県), Sapporo (札幌県) en Nemuro (根室県). In 1886 werden deze drie prefecturen op hun beurt afgeschaft . Hokkaidō werd onder de bevoegdheid van het Agentschap Hokkaidō (北海道庁) geplaatst. Hokkaidō werd pas evenwaardig aan de andere Japanse prefecturen in 1947, toen de Wet op de lokale autonomie van kracht werd. De Japanse centrale overheid richtte in 1949 het Ontwikkelingsagentschap van Hokkaidō (北海道開発庁) op als onderdeel van het kabinet van de minister-president om zijn bestuurlijke bevoegdheden te vrijwaren in Hokkaidō. Dit Agentschap werd in 2001 opgeslorpt door het Ministerie van Land, Infrastructuur en Transport. Het Hokkaidō-bureau (北海道局) en het Hokkaidō regionaal ontwikkelingsbureau (北海道開発局) van dit ministerie hebben een grote invloed op de openbare werken in Hokkaidō.

## Subprefecturen
Er zijn veertien subprefecturen in Hokkaido. Hokkaido is een van de zeven prefecturen in Japan die onderverdeeld zijn in subprefecturen (de andere zijn Tokio, Yamagata, Okinawa, Kagoshima, Miyazaki en Shimane). Hokkaido is onderverdeeld in subprefecturen omwille van zijn grootte. Verschillende streken van de prefectuur bevinden zich te ver van het centrum in Sapporo om efficiënt bestuurd te worden. De subprefecturen van Hokkaido voeren de meeste taken uit die de prefecturen in de rest van Japan uitvoeren.
De gemeenten van Hokkaido, ingedeeld naar subprefectuur en district:
| Subprefectuur | Steden | District            | Gemeenten en dorpen                                                             |
| ------------- | --- | ------------------- | ------------------------------------------------------------------------------- |
| Hidaka        | geen | Hidaka              | Shinhidaka                                                                      |
|               | | Saru                | Hidaka - Biratori                                                               |
|               | | Niikappu            | Niikappu                                                                        |
|               | | Urakawa             | Urakawa (hoofdstad)                                                             |
|               | | Samani              | Samani                                                                          |
|               | | Horoizumi           | Erimo                                                                           |
| Hiyama        | geen | Hiyama              | Esashi (hoofdstad) - Kaminokuni - Assabu                                        |
|               | | Nishi               | Otobe                                                                           |
|               | | Kudō                | Setana                                                                          |
|               | | Setana              | Imakane                                                                         |
|               | | Okushiri            | Okushiri                                                                        |
| Iburi         | Muroran (hoofdstad) - Tomakomai - Noboribetsu - Date                                                                | Abuta               | Toyoura - Tōyako                                                                |
|               | | Usu                 | Sōbetsu                                                                         |
|               | | Shiraoi             | Shiraoi                                                                         |
|               | | Yūfutsu             | Abira - Atsuma - Mukawa                                                         |
| Ishikari      | Sapporo (hoofdstad van de prefectuur en van de subprefectuur) - Ebetsu - Chitose - Eniwa - Kitahiroshima - Ishikari | Ishikari            | Tōbetsu - Shinshinotsu                                                          |
| Kamikawa      | Asahikawa (hoofdstad) - Shibetsu - Nayoro - Furano                                                                  | Kamikawa (Ishikari) | Takasu - Higashikagura - Tōma - Pippu - Aibetsu - Kamikawa - Higashikawa - Biei |
|               | | Kamikawa (Teshio)   | Wassamu - Kenbuchi - Shimokawa                                                  |
|               | | Sorachi             | Kamifurano - Nakafurano - Minamifurano                                          |
|               | | Yūfutsu             | Shimukappu                                                                      |
|               | | Nakagawa            | Bifuka - Otoineppu - Nakagawa                                                   |
| Kushiro       | Kushiro (hoofdstad)                                                                                                 | Kushiro             | Kushiro                                                                         |
|               | | Akkeshi             | Akkeshi - Hamanaka                                                              |
|               | | Kawakami            | Shibecha - Teshikaga                                                            |
|               | | Akan                | Tsurui                                                                          |
|               | | Shiranuka           | Shiranuka                                                                       |
| Nemuro        | Nemuro (hoofdstad)                                                                                                  | Notsuke             | Betsukai                                                                        |
|               | | Shibetsu            | Nakashibetsu - Shibetsu                                                         |
|               | | Menashi             | Rausu                                                                           |
|               | "Noordelijke territoria" (in het bezit van Rusland, opgeëist door Japan)                                            | Shikotan            | Shikotan                                                                        |
|               | | Kunashiri           | Tomarioru - Ruyobetsu                                                           |
|               | | Etorofu             | Rubetsu                                                                         |
|               | | Shana               | Shana                                                                           |
|               | | Shibetoro           | Shibetoro                                                                       |
| Okhotsk       | Kitami - Abashiri (hoofdstad) - Monbetsu                                                                            | Abashiri            | Ozora - Bihoro - Tsubetsu                                                       |
|               | | Shari               | Shari - Kiyosato - Koshimizu                                                    |
|               | | Tokoro              | Kunneppu - Oketo - Saroma                                                       |
|               | | Monbetsu            | Engaru - Yubetsu - Takinoue - Okoppe - Nishiokoppe - Ōmu                        |
| Oshima        | Hakodate (hoofdstad) - Hokuto                                                                                       | Matsumae            | Matsumae - Fukushima                                                            |
|               | | Kamiiso             | Shiriuchi - Kikonai                                                             |
|               | | Kameda              | Nanae                                                                           |
|               | | Kayabe              | Shikabe - Mori                                                                  |
|               | | Futami              | Yakumo                                                                          |
|               | | Yamakoshi           | Oshamanbe                                                                       |
| Rumoi         | Rumoi (hoofdstad)                                                                                                   | Mashike             | Mashike                                                                         |
|               | | Rumoi               | Obira                                                                           |
|               | | Tomamae             | Tomamae - Haboro - Shosanbetsu                                                  |
|               | | Teshio              | Enbetsu - Teshio - Horonobe                                                     |
| Shiribeshi    | Otaru | Shimamaki           | Shimamaki                                                                       |
|               | | Suttsu              | Suttsu - Kuromatsunai                                                           |
|               | | Isoya               | Rankoshi                                                                        |
|               | | Abuta               | Niseko - Makkari - Rusutsu - Kimobetsu - Kyōgoku - Kutchan (hoofdstad)          |
|               | | Iwanai              | Kyōwa - Iwanai                                                                  |
|               | | Furuu               | Tomari - Kamoenai                                                               |
|               | | Shakotan            | Shakotan                                                                        |
|               | | Furubira            | Furubira                                                                        |
|               | | Yoichi              | Niki - Yoichi - Akaigawa                                                        |
| Sorachi       | Yubari - Iwamizawa (hoofdstad) - Bibai - Ashibetsu - Akabira - Mikasa - Takikawa - Sunagawa - Utashinai - Fukagawa  | Sorachi             | Nanporo - Naie - Kamisunagawa                                                   |
|               | | Yūbari              | Yuni - Naganuma - Kuriyama                                                      |
|               | | Kabato              | Tsukigata - Urausu - Shintotsukawa                                              |
|               | | Uryū                | Moseushi - Chippubetsu - Uryū - Hokuryū - Numata - Horokanai                    |
| Soya          | Wakkanai (hoofdstad)                                                                                                | Sōya                | Sarufutsu                                                                       |
|               | | Esashi              | Hamatonbetsu - Nakatonbetsu - Esashi                                            |
|               | | Rebun               | Rebun                                                                           |
|               | | Rishiri             | Rishiri - Rishirifuji                                                           |
| Tokachi       | Obihiro (hoofdstad)                                                                                                 | Kamikawa            | Shintoku - Shimizu                                                              |
|               | | Nakagawa            | Makubetsu - Ikeda - Toyokoro - Honbetsu                                         |
|               | | Katō                | Otofuke - Shihoro - Kamishihoro - Shikaoi                                       |
|               | | Kasai               | Memuro - Nakasatsunai - Sarabetsu                                               |
|               | | Hiroo               | Taiki - Hiroo                                                                   |
|               | | Ashoro              | Ashoro - Rikubetsu                                                              |
|               | | Tokachi             | Urahoro                                                                         |

## Trivia
Hokkaido is tevens het geografische voorbeeld van de fictieve Sinnoh-regio in de Pokémon-spellen Pokémon Diamond & Pearl en Pokémon Platinum.